# Московка (Рубцовский район)
Московка — упразднённое село в Рубцовском районе Алтайского края. Входило в состав Вишнёвского сельсовета. Исключен из учетных данных в 1983 г.

## История
Основано в 1890 г. В 1928 г. посёлок Московский состоял из 94 хозяйств. В составе Саратовского сельсовета Рубцовского района Рубцовского округа Сибирского края. В 1931 г. состоял из 89 хозяйств, в составе Саратовского сельсовета Рубцовского района.

## Население
По переписи 1926 г. в селе проживало 482 человека (232 мужчины и 250 женщин), основное население русские. По оценке 1931 г. в селе проживало — 420 человек